# Giovanni Riccioli
Giovanni Battista Riccioli (Ferrara, 17 aprile 1598 – Bologna, 25 giugno 1671) è stato un gesuita e astronomo italiano.
Fautore del geocentrismo, s'inserì nel dibattito astronomico rifiutando i tre principali sistemi del mondo correnti all'epoca (tolemaico, copernicano e ticonico) ed elaborandone uno proprio.
Ha pubblicato, nel 1651, Almagestum novum, astronomiam veterem novamque complectens, in due volumi, nel quale ha incluso una mappa lunare, assegnando ai crateri lunari nomi tuttora in uso. Tutti i principali astronomi che lo precedettero ebbero da lui la dedica di un cratere.

## Biografia

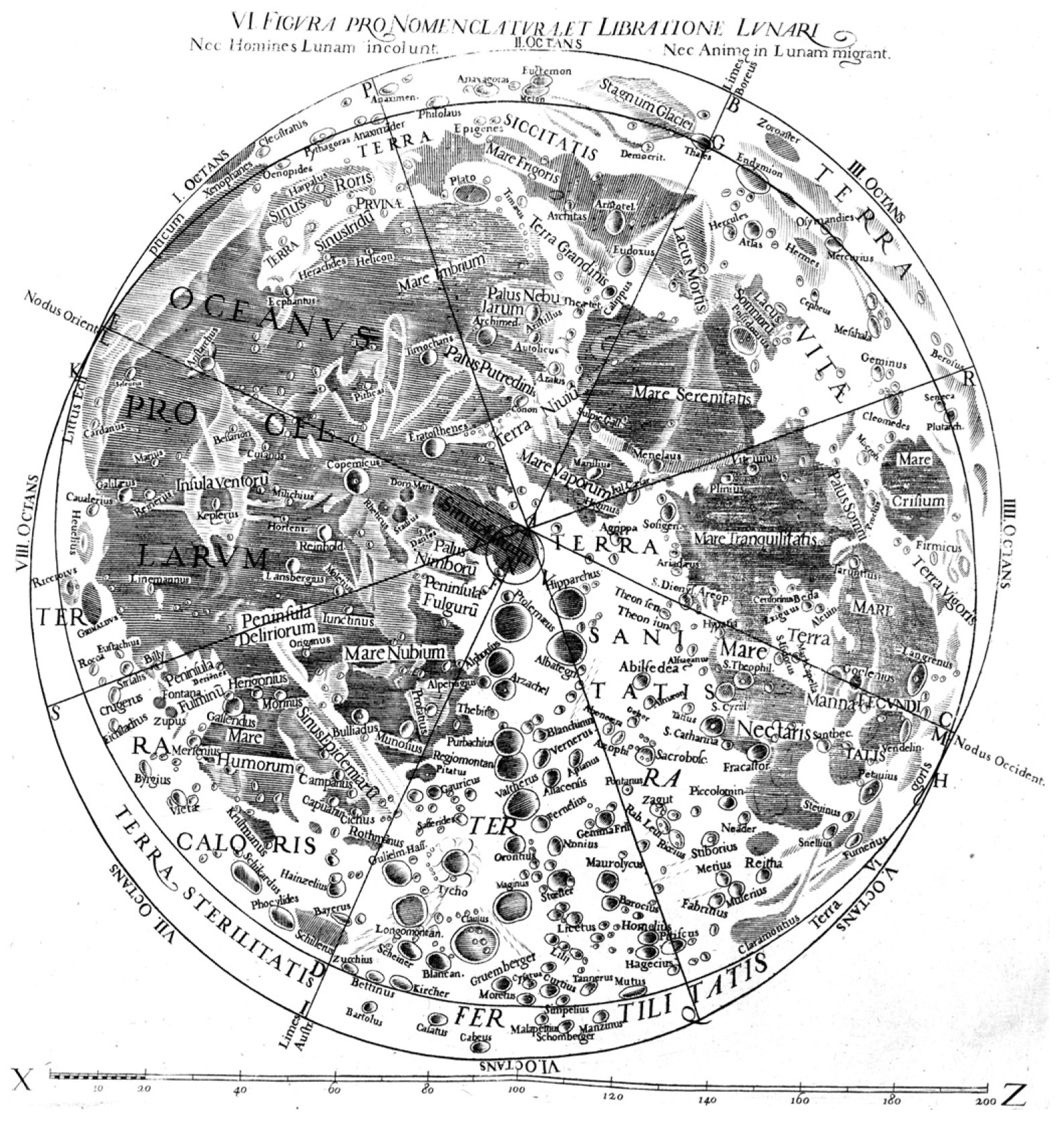
Carta della Luna dal Novum Almagestum

Entrato a sedici anni nei gesuiti, Riccioli fu insegnante di lettere, filosofia e teologia, prima a Parma e poi a Bologna. Latinista, uno dei maggiori astronomi del XVII secolo, scrisse anche un'importantissima Geographia et Hydrographia reformata (Bologna 1661), in 12 libri. Essa è un tentativo di coordinare i materiali e le osservazioni che si erano venute raccogliendo, per l'opera gigantesca di esplorazione del mondo continuata ormai da più di 150 anni, sia nel campo dell'idrografia, sia in quello della geografia, intesa quest'ultima in senso alquanto ristretto, come conoscenza della situazione dei luoghi (latitudine, longitudine, altitudine) e delle dimensioni della Terra. A questo proposito il Riccioli criticò le misure tentate dallo Snellius; ma egli stesso non giunse, adoperando sistemi del tutto diversi, a valori più esatti, anzi commise errori ancor più gravi: Lavoro ingente e preciso è la sua tavola di posizioni (latitudine e longitudine) desunte dalle migliori osservazioni, che comprende circa 2700 località; ne derivano rettifiche molto rilevanti (specie per le longitudini) alle carte geografiche, che avrebbero dato risultati immediati, se l'opera fosse stata accompagnata da carte. Il Riccioli avrebbe in tal caso, nella riforma della cartografia, una posizione non diversa da quella che più tardi è stata attribuita a Guillaume Delisle. Minor valore ha il libro altimetrico dell'opera del Riccioli, mentre quello, molto ampio, dedicato all'idrografia si può considerare come una sagace sistemazione, sia dal lato teorico sia da quello pratico, di una materia che aveva assunto ormai proporzioni vastissime; ma in questo campo il Riccioli aveva avuto già numerosi precursori. Anche il libro onomastico, che dà, per un grandissimo numero di luoghi, la corrispondenza fra il nome classico e il moderno, mostra la vasta dottrina umanistica del Riccioli.
Riccioli compì con la collaborazione ventennale di Francesco Maria Grimaldi e di altri confratelli, una serie impressionante di osservazioni e misure sui corpi celesti. Da queste e dai propri studi nacquero il già citato Almagestum novum (1651) e l'Astronomiae Reformatae Tomi duo (1665).
L'opera astronomica di Riccioli è nella sua parte generale e teorica, viziata dal proposito preconcetto di confutare a qualsiasi costo il sistema copernicano, per quanto, come osservò il Delambre egli sembri un avvocato, cui sia stata affidata d'ufficio una cattiva causa e faccia ogni sforzo per perderla. Riccioli discusse nell'Almagestum Novum 126 argomenti pro e contro l'ipotesi copernicana (49 a favore, 77 contro) e propose in via d'ipotesi un nuovo modello cosmologico per spiegare le irregolarità del moto della Luna (Sole, Luna, Giove, Saturno rotanti intorno alla Terra; Mercurio, Venere e Marte satelliti del Sole). Riccioli, con la sua instancabile attività di trattatista e di ricercatore, diede un potente impulso agli studî astronomici. Le sue opere - e particolarmente l'Almagestum novum (Bologna 1651) e l'Astronomia reformata (ivi 1665), l'uno e l'altra in due volumi in folio - costituiscono un vasto, minuzioso repertorio, in cui, al principio di ogni trattazione, si trova una diligente e precisa enumerazione dei risultati ottenuti dagli scienziati che già si erano occupati dell'argomento. E d'altra parte sono anche notevoli i contributi recati dal Riccioli all'astronomia di osservazione. Così nell'Almagestum novum egli dà per 1500 stelle, osservate da Ipparco, Tycho Brahe, Keplero e da lui stesso, le posizioni riportate all'equinozio del 1700. Soprattutto importanti sono, per quei tempi, gli studî del Riccioli sulla Luna (in particolare sulla librazione, così mal conosciuta dall'Hevelius) e i suoi disegni lunari, di gran lunga più precisi di quelli dei suoi predecessori. Egli descrisse 600 macchie lunari e ne stabilì la nomenclatura, che, con qualche traccia di quella anteriore dell'Hevelius, è quella stessa ancor oggi universalmente adottata. Il Riccioli intravide anche l'anello di Saturno e riconobbe (1650) in Mizar il primo esempio di stella doppia visuale.
Riccioli realizzò meticolosi esperimenti con i corpi in caduta che condussero alla prima misura precisa dell'accelerazione gravitazionale. Nonostante si aspettasse un aumento della velocità esponenziale, verificò la corretta relazione lineare descritta da Galileo Galilei; andò quindi ad informare di ciò un anziano protégé dello scienziato toscano, Bonaventura Cavalieri, che accolse la notizia con gioia.

## Invenzioni ed opere
Ha sviluppato un dispositivo di livellamento per utilizzarlo nelle misure ed ha pubblicato un lavoro sulla traversata geografica. Ha sviluppato un metodo per misurare il diametro del Sole e, con Grimaldi, ha perfezionato il pendolo come strumento per misurare il tempo (vedi orologio a pendolo). Infine, ha pubblicato le tabelle della latitudine e della longitudine per tantissime località (Tabula latitudinum et longitudinum - Vienna, 1689), correggendo i dati precedenti. Inoltre, ha pubblicato il Geographiae et hydrographiae reformatae libri duodecim (Bologna, 1661).
Sostenitore del calendario gregoriano, ha poi pubblicato Chronologia reformata (1669).

## Riconoscimenti
A Giovanni Riccioli è stato dedicato il cratere Riccioli, un cratere lunare di 155 km di diametro. e l'asteroide 122632 Riccioli.

## Curiosità
I criteri utilizzati da Riccioli nella dedica di crateri lunari ai diversi astronomi, sono stati oggetto di discussione. Riccioli ha assegnato crateri vicini ad astronomi con visioni analoghe, raggruppando così in aree diverse i copernicani e i geocentrici. Le sue preferenze teoriche si manifestarono con l'assegnazione dei crateri più importanti ad astronomi seguaci del geocentrismo come Tycho Brahe o Longomontano.

## Opere (selezione)

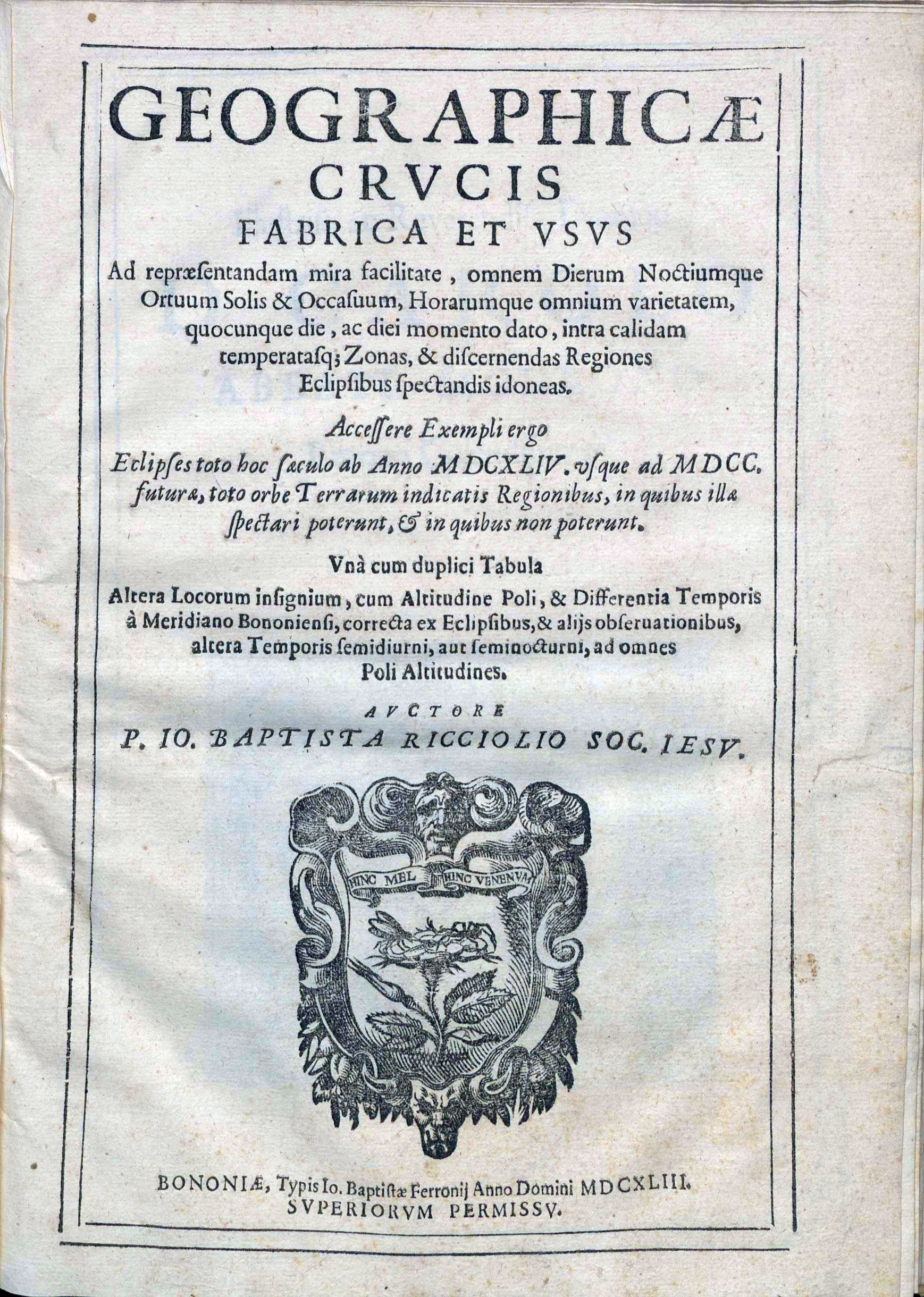
Geographicae crucis fabrica et usus ad repraesentandam mira facilitate omnem dierum noctiumque ortuum solis et occasum, horarumque omnium varietatem, 1643

### Astronomia
- Geographicae crucis fabrica et usus ad repraesentandam ... omnem dierum noctiumque ortuum solis et occasum (Ferroni: 1643) (Mappa del mondo da Gallica).
- (LA) Geographicae crucis fabrica et usus ad repraesentandam mira facilitate omnem dierum noctiumque ortuum solis et occasum, horarumque omnium varietatem, Bologna, Giovanni Battista Ferroni, 1643.
- Giovanni Riccioli, Almagestum novum astronomiam veterem novamque complectens, vol. 1, Bologna, ex typographia Haeredis Victorii Benatii, 1651.
- Giovanni Riccioli, Almagestum novum astronomiam veterem novamque complectens, vol. 2, Bologna, ex typographia Haeredis Victorii Benatii, 1651.
- Giovanni Riccioli, Geographiæ et hydrographiæ reformatæ libri duodecim, 1ª ed., Bologna, Typ. Haeredis Victorii Benatii, 1661.
  -  Giovanni Riccioli, Geographiæ et hydrographiæ reformatæ: nuper recognitæ & auctæ libri duodecim, 2ª ed., Venezia, Typis Ioannis La Noù, 1672.
- Giovanni Riccioli, Astronomia reformata, vol. 1, Bologna, Typ. Haeredis Victorii Benatii, 1665.
- Giovanni Riccioli, Astronomia reformata, vol. 2, Bologna, Typ. Haeredis Victorii Benatii, 1665.
- Vindiciae calendarii Gregoriani adversus Franciscum Leveram (1666).
- Argomento fisicomattematico contro il moto diurno della terra, Bologna, Emilio Maria Manolessi & fratelli, 1668.
- Apologia R.P. Io. Bapt. Riccioli Societatis Iesu pro argumento physicomathematico contra systema Copernicanum (1669).
- Giovanni Riccioli, Chronologia reformata, vol. 1, Bologna, ex typographia Haeredis Dominici Barberij, 1669.
- Giovanni Riccioli, Chronologia reformata, vol. 2, Bologna, ex typographia Haeredis Dominici Barberij, 1669.
- Giovanni Riccioli, Chronologia reformata, vol. 3, Bologna, ex typographia Haeredis Dominici Barberij, 1669.
- Tabula latitudinum et longitudinum (1689).
- (ES) Tabula latitudinum et longitudinum, Cordoba, Antonio Serrano, 1744.

### Teologia
- Giovanni Riccioli, Evangelium unicum Domini nostri Jesu Christi ex verbis ipsis quatuor Evangelistarum conflatum et in meditationes distributum, Bologna, Typis Haeredis Victorii Benatii, 1667.
- Immunitas ab errore tam speculativo quam practico definitionum s. Sedis apostolicae in canonizatione sanctorum, in festorum ecclesiasticorum institutione et in decisione dogmatum, quae in verbo Dei scripto, traditove implicite tantum continentur, aut ex alterutro sufficienter deducuntur, Bologna, 1668 (Inserita nell'Index Librorum Prohibitorum nel 1669[4]).
- De distinctionibus entium in Deo et in creaturis tractatus philosophicus ac theologicus (1669).

### Prosodia
- Giovanni Riccioli, Prosodia Bonnoniensis reformata, Bologna, ex typographia Haeredis Victorii Benatii, 1655.
- Giovanni Riccioli, Prosodia Bonnoniensis reformata, Padova, Typis Seminarii, 1714. Questa opera, divisa in X parti, esamina tutte le regole prosodiche, tutto ciò che riguarda cioè la quantità e la durata delle sillabe per una esatta versificazione latina. Le parti IX e X contengono un vasto apparato di versi tratti da numerosi poeti latini ed approfonditi indici per una facile consultazione del testo.